# Ancylolomia chrysargyria
Ancylolomia chrysargyria là một loài bướm đêm trong họ Crambidae.